# Olympische Sommerspiele 1984/Leichtathletik – 20 km Gehen (Männer)

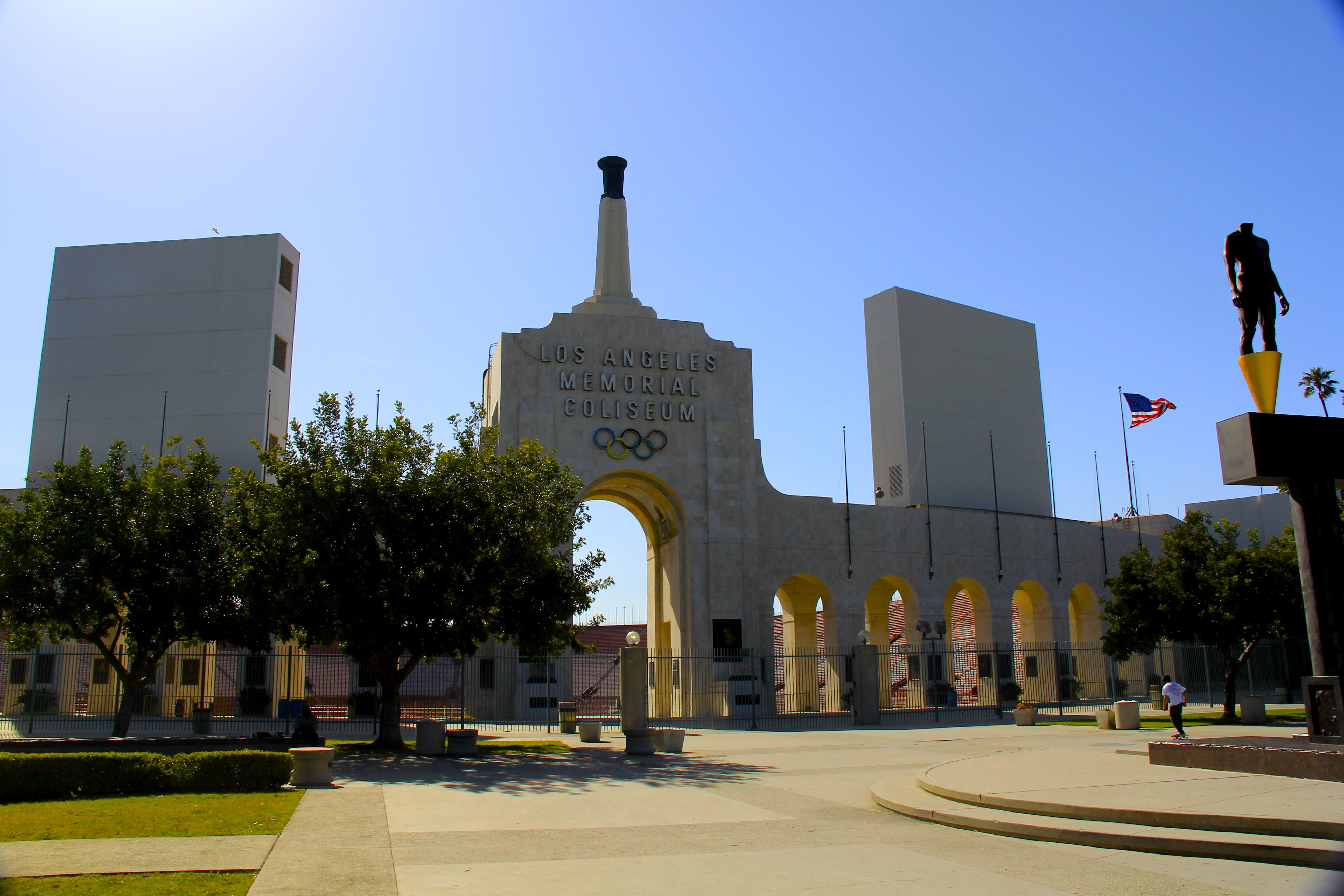
Gelände vor dem Los Angeles Memorial Coliseum

Das 20-km-Gehen der Männer bei den Olympischen Spielen 1984 in Los Angeles wurde am 3. August 1984 ausgetragen. 38 Athleten nahmen teil.
Olympiasieger wurde der Mexikaner Ernesto Canto. Er gewann vor seinem Landsmann Raúl González und dem Italiener Maurizio Damilano.
Der Österreicher Martin Toporek beendete den Wettkampf als 29.

Der gemeldete bundesdeutsche Athlet Dieter Hoffmann trat nicht an. Geher aus der Schweiz und Liechtenstein nahmen nicht teil. Athleten aus der DDR waren wegen des Olympiaboykotts ebenfalls nicht dabei.

## Aktuelle Titelträger
| Olympiasieger 1980                      | Maurizio Damilano ( Italien) | 1:23:35 h | Moskau 1980   |
| Weltmeister 1983                        | Ernesto Canto ( Mexiko)      | 1:20:49 h | Helsinki 1983 |
| Europameister 1982                      | José Marín ( Spanien)        | 1:23:43 h | Athen 1982    |
| Panamerikanischer Meister 1983          | Ernesto Canto ( Mexiko)      | 1:28:12 h | Caracas 1983  |
| Zentralamerika und Karibik-Meister 1983 | David Castro ( Kuba)         | 1:29:44 h | Havanna 1983  |
| Südamerika-Meister 1983                 | Héctor Moreno ( Kolumbien)   | 1:24:12 h | Santa Fe 1983 |
| Asienmeister 1983                       | Chand Ram ( Indien)          | 1:30:14 h | Kairo 1983    |
| Afrikameister 1982                      | Shemsu Hassan ( Äthiopien)   | 1:41:39 h | Kairo 1982    |

## Bestleistungen / Rekorde
Weltrekorde wurden im Straßengehen außer bei Meisterschaften und Olympischen Spielen wegen der unterschiedlichen Streckenbeschaffenheiten nicht geführt.

### Bestehende Bestleistungen / Rekorde
| Weltbestzeit       | 1:19:30 h   | Jozef Pribilinec ( Tschechoslowakei) | Bergen, Norwegen                        | 24. September 1983 |
| Olympischer Rekord | 1:23:35,5 h | Maurizio Damilano ( Italien)         | OS Moskau, Sowjetunion (heute Russland) | 23. Juli 1976      |

### Rekordverbesserung
Der mexikanische Olympiasieger Raúl González verbesserte den bestehenden olympischen Rekord im Wettkampf am 3. August um 22,5 Sekunden auf 1:23:13 h. Die Weltbestzeit verfehlte er um 3:43 Minuten.

## Streckenführung
Der Start erfolgte im Los Angeles Memorial Coliseum. Nach fünf Stadionrunden verlief die Strecke außerhalb des Stadions in Richtung Norden. Der Weg bog nach links in den Exposition Boulevard ein. Ein Rundkurs von 2,5 km wurde zwischen der Raymond Avenue und der Denker Avenue sieben Mal absolviert. Danach ging es wieder zurück zum Stadion, in dem vor der endgültigen Zielankunft nochmals anderthalb Runden zu absolvieren waren.

## Ergebnis

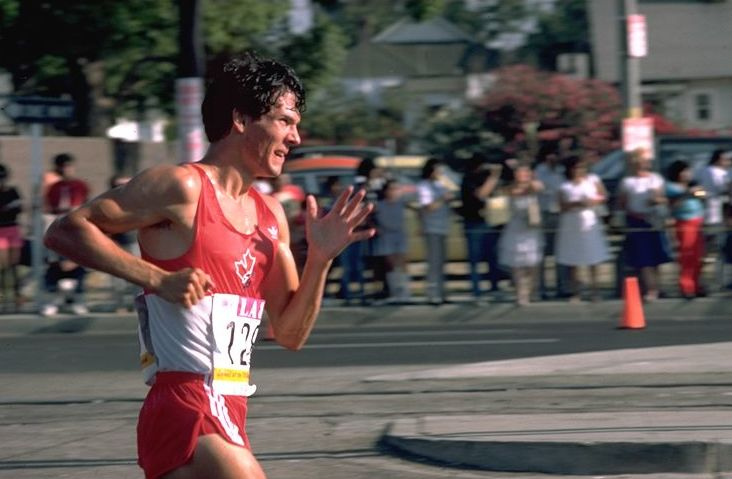
Guillaume Leblanc belegte Rang vier

Datum: 3. August 1984
| Zwischenzeiten      | Zwischenzeiten | Zwischenzeiten             | Zwischenzeiten |
| Zwischenzeit- Marke | Zwischenzeit   | Führende(r)                | 5-km-Zeit      |
| ------------------- | -------------- | -------------------------- | -------------- |
| 5 km                | 20:48 min      | Guillaume Leblanc          | 20:48 min      |
| 10 km               | 41:33 min      | fünfköpfige Führungsgruppe | 20:45 min      |
| 15 km               | 1:02:14 h00    | Maurizio Damilano          | 20:41 min      |
| 20 km               | 1:23:13 h00    | Ernesto Canto              | 20:59 min      |

| Platz | Athlet               | Land                | Zeit (h) | Anmerkung |
| ----- | -------------------- | ------------------- | -------- | --------- |
| 01    | Ernesto Canto        | Mexiko              | 1:23:13  | OR        |
| 02    | Raúl González        | Mexiko              | 1:23:20  |           |
| 03    | Maurizio Damilano    | Italien             | 1:23:26  |           |
| 04    | Guillaume Leblanc    | Kanada              | 1:24:29  |           |
| 05    | Carlo Mattioli       | Italien             | 1:25:07  |           |
| 06    | José Marín           | Spanien             | 1:25:32  |           |
| 07    | Marco Evoniuk        | USA                 | 1:25:42  |           |
| 08    | Erling Andersen      | Norwegen            | 1:25:54  |           |
| 09    | Querubín Moreno      | Kolumbien           | 1:26:04  |           |
| 10    | David Smith          | Australien          | 1:26:48  |           |
| 11    | François Lapointe    | Kanada              | 1:27:06  |           |
| 12    | Héctor Moreno        | Kolumbien           | 1:27:12  |           |
| 13    | Philip Vesty         | Großbritannien      | 1:27:28  |           |
| 14    | Simon Baker          | Australien          | 1:27:23  |           |
| 15    | Gérard Lelièvre      | Frankreich          | 1:27:50  |           |
| 16    | Willi Sawall         | Australien          | 1:28:24  |           |
| 17    | Marcelino Colín      | Mexiko              | 1:28:26  |           |
| 18    | Francisco Vargas     | Kolumbien           | 1:28:46  |           |
| 19    | Ian McCombie         | Großbritannien      | 1:28:53  |           |
| 20    | Martial Fesselier    | Frankreich          | 1:29:46  |           |
| 21    | Marcel Jobin         | Kanada              | 1:29:49  |           |
| 22    | Chand Ram            | Indien              | 1:30:06  |           |
| 23    | Jim Heiring          | USA                 | 1:30:20  |           |
| 24    | Steve Barry          | Großbritannien      | 1:30:46  |           |
| 25    | José Pinto           | Portugal            | 1:30:54  |           |
| 26    | Abdelouaheb Ferguène | Algerien            | 1:31:24  |           |
| 27    | Zhang Fuxin          | Volksrepublik China | 1:32:10  |           |
| 28    | Alessandro Pezzatini | Italien             | 1:32:27  |           |
| 29    | Martin Toporek       | Österreich          | 1:33:58  |           |
| 30    | Benamar Kachkouche   | Algerien            | 1:34:12  |           |
| 31    | Santiago Fonseca     | Honduras            | 1:34:47  |           |
| 32    | Pius Munyasia        | Kenia               | 1:34:53  |           |
| 33    | Dan O’Connor         | USA                 | 1:35:12  |           |
| 34    | José Víctor Alonzo   | Guatemala           | 1:35:32  |           |
| 35    | Stefano Casali       | San Marino          | 1:35:48  |           |
| 36    | Osvaldo Morejón      | Bolivien            | 1:44:42  |           |
| 37    | Luis Campos          | El Salvador         | 1:48:45  |           |
| 38    | Amjad Tawalbeh       | Jordanien           | 1:49:35  |           |
| DNS   | Dominique Guebey     | Frankreich          |          |           |
| DNS   | Dieter Hoffmann      | BR Deutschland      |          |           |
| DNS   | Lars Ove Moen        | Norwegen            |          |           |
| DNS   | Reima Salonen        | Finnland            |          |           |

## Rennverlauf
Als Favoriten galten der amtierende Weltmeister Ernesto Canto aus Mexiko, der italienische Olympiasieger von 1980 Maurizio Damilano und der amtierende Europameister José Marín aus Spanien. In diesem Wettbewerb fehlten die starken Geher aus den boykottierenden Staaten. Zu nennen sind hier vor allem die beiden Tschechoslowaken Jozef Pribilinec und Pavol Blažek sowie der sowjetische Geher Jewgeni Jewsjukow. Auch die beiden DDR-Athleten Hartwig Gauder und Ronald Weigel wären chancenreich an den Start gegangen, hätten jedoch vielleicht eher die 50-km-Distanz bevorzugt.
Nach fünf Kilometern hatte sich der Kanadier Guillaume Leblanc mit etwa zehn Sekunden Vorsprung abgesetzt. Ihm folgte eine neunköpfige Gruppe mit allen Favoriten. Nach zehn Kilometern war der Kanadier wieder eingefangen, konnte sich jedoch in der Führungsgruppe, die jetzt aus nur noch fünf Gehern bestand, erst einmal behaupten, Damilano und Canto hatten meist die Spitzenposition, der Mexikaner Raúl González und der Italiener Carlo Mattioli blieben ihnen auf den Fersen. In einer zweiköpfigen Verfolgergruppe gingen mit etwas mehr als zwanzig Sekunden Rückstand der Australier David Smith und der Norweger Erling Andersen, nur wenige Sekunden dahinter lag der US-Amerikaner Marco Evoniuk. Nach fünfzehn Kilometern hatte sich Damilano abgesetzt und führte mit acht Sekunden Vorsprung vor Canto und Leblanc. González lag weitere neun Sekunden zurück. Der Abstand zu den weiteren Gehern hatte sich deutlich vergrößert. Mattioli hatte etwa eine halbe Minute Rückstand, Marin schon ca. 1:20 min. Damilano allerdings konnte seinen Vorsprung nicht ins Ziel bringen. Bei Kilometer neunzehn zogen zuerst Canto und dann auch González an ihm vorbei. Weltmeister Ernesto Canto wurde mit sieben Sekunden Vorsprung vor Raúl González auch Olympiasieger. González wiederum hatte sechs Sekunden Vorsprung auf den Bronzemedaillengewinner Maurizio Damilano. Die Reihenfolge auf den nächsten Plätzen hinter den Medaillengewinnern änderte sich bis zum Ziel nicht mehr. Vierter wurde Guillaume Leblanc vor Carlo Mattioli, José Marín, Marco Evoniuk und Erling Andersen,
Der Gehwettbewerb war von Beginn an schnell. Die ersten drei 5-km-Abschnitte wurden allesamt unter 20:50 min gegangen, der letzte in 20:59 min. Damit verbesserte Ernesto Canto am Ende den bestehenden olympischen Rekord um gut zwanzig Sekunden.
Mit 42 Jahren war der Australier Willi Sawall der älteste Teilnehmer im Feld. Er kam als Sechzehnter ins Ziel. Jüngster Teilnehmer war der Jordanier Amjad Tawalbeh mit neunzehn Jahren. Er wurde 38. und damit Letzter.

## Video
- 1984 Olympic Games Track & Field - Men's 20 Kilometer Walk, youtube.com, abgerufen am 9. Januar 2018